# نشانه شفر
نشانهٔ شِـفر (انگلیسی: Schaeffer's sign) نشانه‌ای بالینی است که طی آن، فشردنِ زردپی آشیل، موجب رفلکس اکستنسور کف پا می‌شود که یکی از انواع رفلکس‌های شبه بابینسکی است.
این علامت پزشکی، نام خود را از عصب‌شناس آلمانی «ماکس شِـفر» می‌گیرد.